# Rezza
Rezza es una comuna francesa situada en la circunscripción departamental de Córcega del Sur, en el territorio de la colectividad de Córcega.

## Demografía
| 54 | 71 | 48 | 47 | 50 | 49 | 67 |
| Para los censos de 1962 a 1999 la población legal corresponde a la población sin duplicidades (Fuente: INSEE [Consultar]) |    |    |    |    |    |    |